# Georges Lafosse
Ne doit pas être confondu avec Georges Touchard-Lafosse.
Georges Lafosse, né le 17 septembre 1843 à Bougival et mort le 27 mai 1880 à Asnières, est un dessinateur, caricaturiste, graveur et illustrateur français.

## Parcours
Jules-Georges Lafosse, est le fils du peintre et lithographe Jean-Adolphe Lafosse et de Charlotte Bonnette. Sa sœur Cécile Berthe sera également peintre.
Élève de Picot, il expose quelques œuvres aux Salons de 1865 et 1865.
L'un des principaux caricaturistes des débuts de la Troisième République et du journal L’Éclipse, Lafosse est connu pour ses portraits à charge façon grosse tête, ses trombines, un style alors novateur que reprendront nombre de dessinateurs de presse au cours des décennies et du siècle suivants.
Il dessine également pour Le Tintamarre, et surtout la revue satirique Le Trombinoscope, le tout composé par son complice Touchatout (Charles Léon Bienvenu).
Il participe à quelques albums mémorables, avec André Gill et Albert Robida, comme La dégringolade impériale (v. 1872), l’Histoire tintamarresque de Napoléon III (1874-78). 
Lafosse dessina également pour quelques affiches relatives aux arts du spectacle (Le Chevalier Lubin, opéra-comique en un acte, 1865), des partitions, des comptes-rendus critiques d'opéra, des romans populaires, etc.
À la fin de sa vie, il dessine pour Le Triboulet sous le pseudonyme « A. Grippa ».
Atteint de phtisie, il meurt le 27 mai 1880, à son domicile du no 4 de la rue du Château, à Asnières-sur-Seine.